# Daniela Alves
Daniela Alves Lima, também conhecida como Dani Alves (São Paulo, 12 de janeiro de 1984), é uma técnica e ex-futebolista brasileira que atuou como meia-atacante.Atualmente comanda o time do Corinthians Feminino Sub-18

## Carreira

### Clubes
Iniciou sua carreira aos 11 anos no Acadêmico Cidade Dutra, época em que costumava jogar futebol ao lado dos meninos durantes as brincadeiras de rua. Em 1997, aos 13 anos, foi contratada pela Portuguesa após participar de inúmeras peneiras. No clube, conquistou o Campeonato Paulista e a Copa Primavera. Venceu o Campeonato Sul-Americano de 2003 e a primeira edição da Copa do Brasil de Futebol Feminino, em 2007. Além de conquistar o título da competição com o Saad, foi artilheira com 14 gols e eleita a melhor jogadora.

Daniela Alves com jogadoras do São Paulo

Entre os times nos quais atuou, além de Portuguesa e Saad, estão o São Paulo, o Saint Louis Athletica (Estados Unidos) e o Linköpings FC (Suécia). Neste, disputou e venceu a final do campeonato feminino contra o Umeå IK, clube de sua companheira de Seleção Brasileira, Marta.
Nos Estados Unidos, durante uma partida contra o Washington Freedom, válida pela Liga Norte-americana de 2009, rompeu dois ligamentos do joelho e fissurou a tíbia. Depois do ocorrido, Daniela encerrou sua carreira futebolística.
Em 10 de Janeiro de 2019 assumiu o Corinthians Feminino Sub-18

### Seleção Brasileira
Sua primeira convocação para atuar na Seleção Brasileira foi em 1999, aos 15 anos. Por sua idade precoce, não foi autorizada a participar da Copa do Mundo de Futebol Feminino, nos Estados Unidos, pois o regulamento da competição só permitia jogadoras a partir dos 16 anos de idade. Participou da conquista da medalha de ouro dos Jogos Pan-Americanos de 2007, marcando 6 gols. Esteve presente nas Copas do Mundo de 2003 e 2007 e nas Olimpíadas de 2000, 2004 e 2008. Daniela já foi considerada a sexta melhor jogadora do mundo segundo o ranking FIFA.   

## Homenagem
No ano de 2015, foi homenageada pelo Museu do Futebol, em São Paulo, durante o projeto "Visibilidade Para o Futebol Feminino".